# 宋徵舆
宋徵輿（1617年—1667年），字直方，一字轅文，號林屋，直隸松江府華亭縣人，清朝政治人物、詩人。

## 生平
父宋懋澄，少慕游俠，私習古兵法，散財結客，後折節學文，遊京師，是萬曆四十年（1612年）壬子科應天鄉試舉人。宋徵輿生於萬曆四十五年（1617年），清順治二年（1645年）乙酉科江南鄉試舉人，順治四年（1647年）丁亥科二甲第十六名進士。授刑部主事，升員外郎、郎中，七年（1650年）九月出為福建布政使司右參議、福建學政，升尚寶司卿，任左副都御史，康熙六年（1667年）卒。

## 著作
宋徵輿負詩名，與同鄉陳子龍、李雯並稱雲間三子。著有《海閭倡和香詞》等。

## 家族
從兄宋存標、宋徵璧，兄宋敬輿。子宋祖年。